# برونو ريبيرو
برونو ريبيرو (بالبرتغالية: Bruno Miguel Fernandes Ribeiro‏) (22 أكتوبر 1975 بسيتوبال في البرتغال - ) هو مدرب كرة قدم ولاعب كرة قدم برتغالي في مركز الوسط. شارك مع منتخب البرتغال تحت 21 سنة لكرة القدم. أما مع النوادي، فقد لعب مع شيفيلد يونايتد وليدز يونايتد ونادي بيرا مار ونادي فيتوريا سيتوبال ويو دي ليريا ونادي تشافيس ونادي سانتا كلارا.

## وصلات خارجية
- برونو ريبيرو على موقع قاعدة بيانات كرة القدم.إي يو (الإنجليزية)
- برونو ريبيرو على موقع Soccerbase.com (لاعب) (الإنجليزية)
- برونو ريبيرو على موقع عالم كرة القدم.نت (الإنجليزية)